# سد پونتا نگرا
سد پونتا نگرا (به اسپانیایی: Represa Punta Negra) یک سد خاکی و نیروگاه برقابی در آرژانتین است که در استان سان خوآن، آرژانتین واقع شده‌است.